# Кишкина, Елизавета Павловна
Елизавета Павловна Кишкина, китайское имя Ли Ша (20 марта 1914, Студенка, Саратовская губерния — 12 мая 2015, Пекин) — деятель российской эмиграции в Китае, жена китайского политика и профсоюзного деятеля Ли Лисаня.

## Биография
Елизавета Кишкина родилась 20 марта 1914 года в Студенке Саратовской губернии (ныне — в Турковском районе Саратовской области). В 1936 году вышла замуж за Ли Лисаня — одного из руководителей Компартии Китая. В 1946 году она приехала с мужем в Китай, где получила имя Ли Ша. В Китае она пережила все самые сложные годы в советско-китайских отношениях. Во время «культурной революции» ей около восьми лет пришлось провести в одиночном заключении в тюрьме Циньчэн. В 1979 году, после полной реабилитации, Кишкиной присвоили звание профессора русского языка. Все последующие годы она работала на факультете русского языка в Пекинском университете. Ли Ша вела активную преподавательскую и научную деятельность до последних дней. Её последним трудом стала автобиографическая книга «Из России в Китай — путь длиною в сто лет», изданная в 2014 году.
Умерла 12 мая 2015 года.

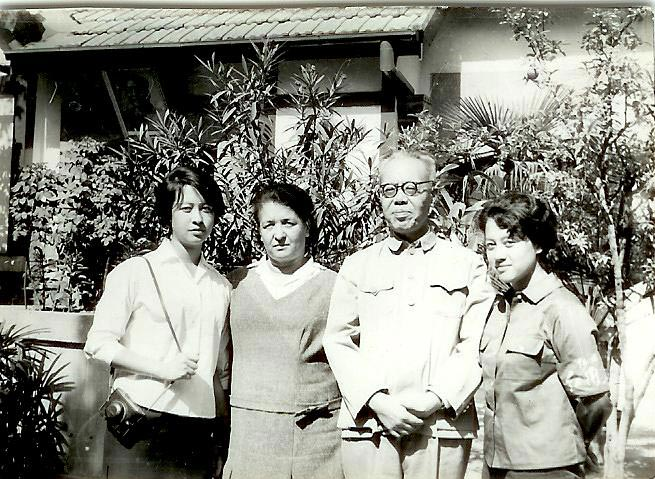
Е. П. Кишкина (вторая слева) с семьёй (1966)

О дочери Елизаветы Кишкиной, Ли Иннань, в 2022 году Александр Архангельский выпустил книгу «Русский иероглиф. История жизни Инны Ли, рассказанная ею самой».

## Награды
- Офицер ордена Почётного легиона (2013, Франция)[3]
- Кавалер ордена искусств и литературы
- Медаль А. С. Пушкина (1997, Международная ассоциация преподавателей русского языка и литературы)[4]
- Медаль Общества Российско-Китайской дружбы (1999)[5]
- Памятная медаль Министерства культуры РФ (1999)[5]
- Медаль «60 лет победы в Великой Отечественной войне 1941-1945 гг.» (2005)[5]
- Медаль «За вклад в Победу» (Совет по общественным наградам)[5]